# Calciphilopteris ludens
Calciphilopteris ludens är en kantbräkenväxtart som först beskrevs av Nathaniel Wallich och William Jackson Hooker, och fick sitt nu gällande namn av Jovita Yesilyurt och H.Schneid. Calciphilopteris ludens ingår i släktet Calciphilopteris och familjen Pteridaceae. Inga underarter finns listade.